# أديمار تافاريس جونيور
أديمار تافاريس جونيور (بالبرتغالية: Ademar José Tavares Júnior‏) هو لاعب كرة قدم برازيلي في مركز ظهير ‏، ولد في 20 سبتمبر 1980 في مارانهاو في البرازيل. لعب مع سبورت ريسيفي وسسكا صوفيا ونادي أيه بي سي ونادي برازيليا ونادي تشيرنو مور فارنا ونادي سيارا ونادي غاما ونادي غواراني ونادي ناوتيكو.

## وصلات خارجية
- أديمار تافاريس جونيور على موقع قاعدة بيانات كرة القدم.إي يو (الإنجليزية)
- أديمار تافاريس جونيور على موقع Soccerway.com (الإنجليزية)